# 切希爾 (麻薩諸塞州)
切希爾（英語：Cheshire）是一個位於美國麻薩諸塞州伯克夏縣的鎮。

## 人口
根據2020年美國人口普查的數據，切希爾的面積為71.30平方千米，當中陸地面積為69.37平方千米，而水域面積為1.83平方千米。當地共有人口3258人，而人口密度為每平方千米46人。